# Guadalupe (Zacatecas)
Guadalupe è una municipalità dello stato di Zacatecas, nel Messico centrale, il cui capoluogo è la località omonima.
Conta 159.991 abitanti (2010) e ha una estensione di 773,31 km².

## Monumenti e luoghi di interesse

### Collegio Apostolico di Propaganda Fide di Nostra Signora di Guadalupe

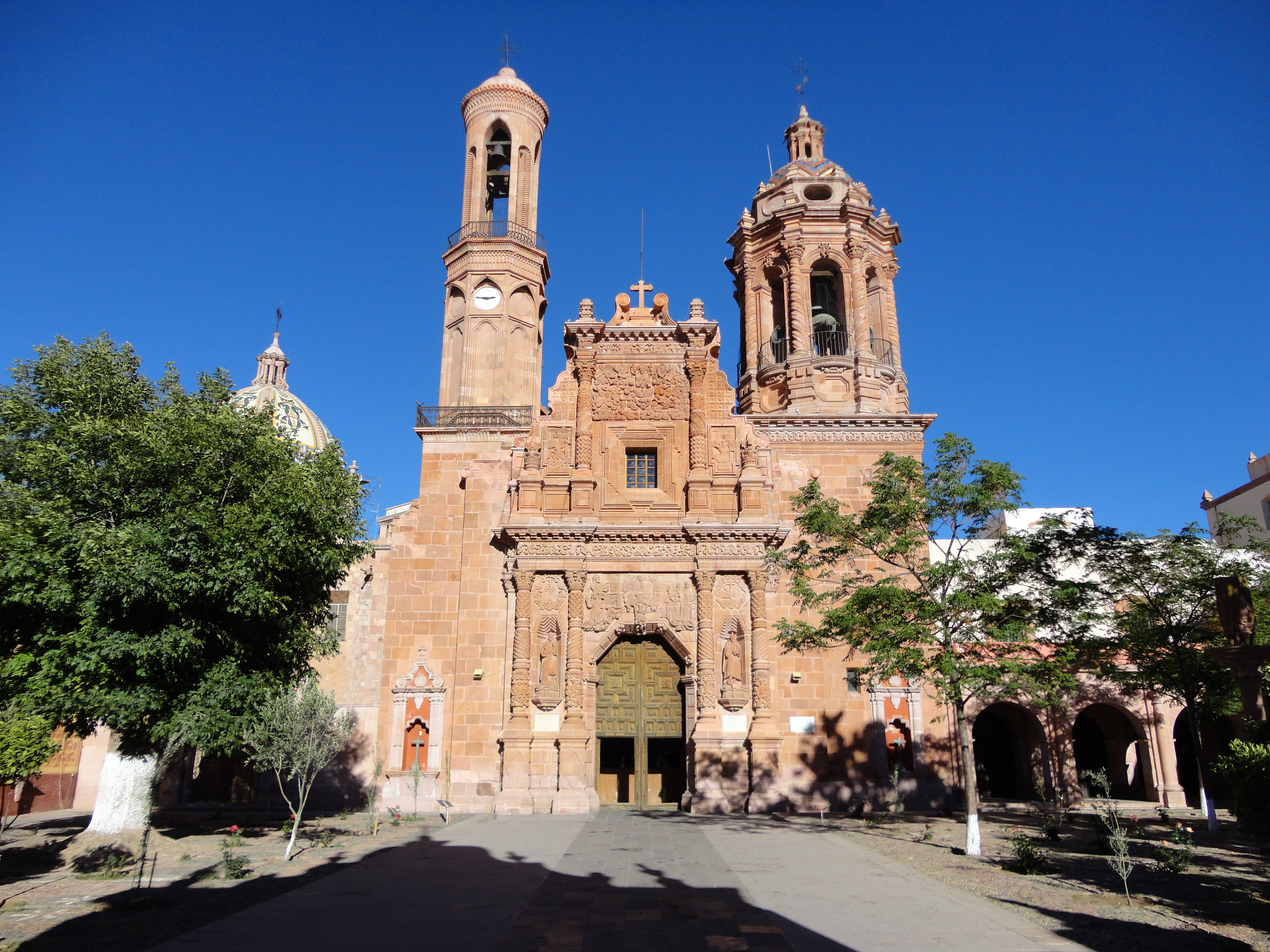
Facciata del Collegio Apostolico

Il convento della Nostra Signora di Guadalupe fu fondato dai francescani nel 1707 e oggi è stato trasformato in un museo: comprende una biblioteca, non aperta al pubblico, e una collezione con dipinti dell'età coloniale, fra i quali opere di Cristobal de Villapando, Rodriguez Juárez, Miguel Cabrera, Antonio Torres e Antonio Oliva.
La chiesa del convento, consacrata nel 1721, ha la facciata barocca molto caratteristica; su entrambi i lati della porta d'ingresso si ergono due colonne affiancate da nicchie, all'interno delle quali si trovano delle statue: come quelle della parte superiore, anche queste colonne sono divise in tre parti decorate da figure, spirali e intrecci. Sopra la porta si trova un altorilievo che raffigura la Madonna di Guadalupe e l'apostolo Luca. La parte superiore della facciata è stata realizzata da artisti locali, in una maniera che ricorda la cattedrale di Zacatecas. La torre di sinistra, aggiunta alla fine del XIX secolo, costituisce un corpo estraneo e rompe la visione d'insieme del complesso.
All'interno della chiesa si trova la bella Capilla de la Purisima, del XIX secolo, in stile neoclassico e riccamente decorata con foglie d'oro e numerosi dipinti. Degno di nota è anche il pavimento in legno, sul quale è stata intarsiata una fantasiosa combinazione di motivi ornamentali, comprendenti la rosa dei venti, i segni zodiacali e varie scritte sacre.